# Reformierte Kirche Auenstein

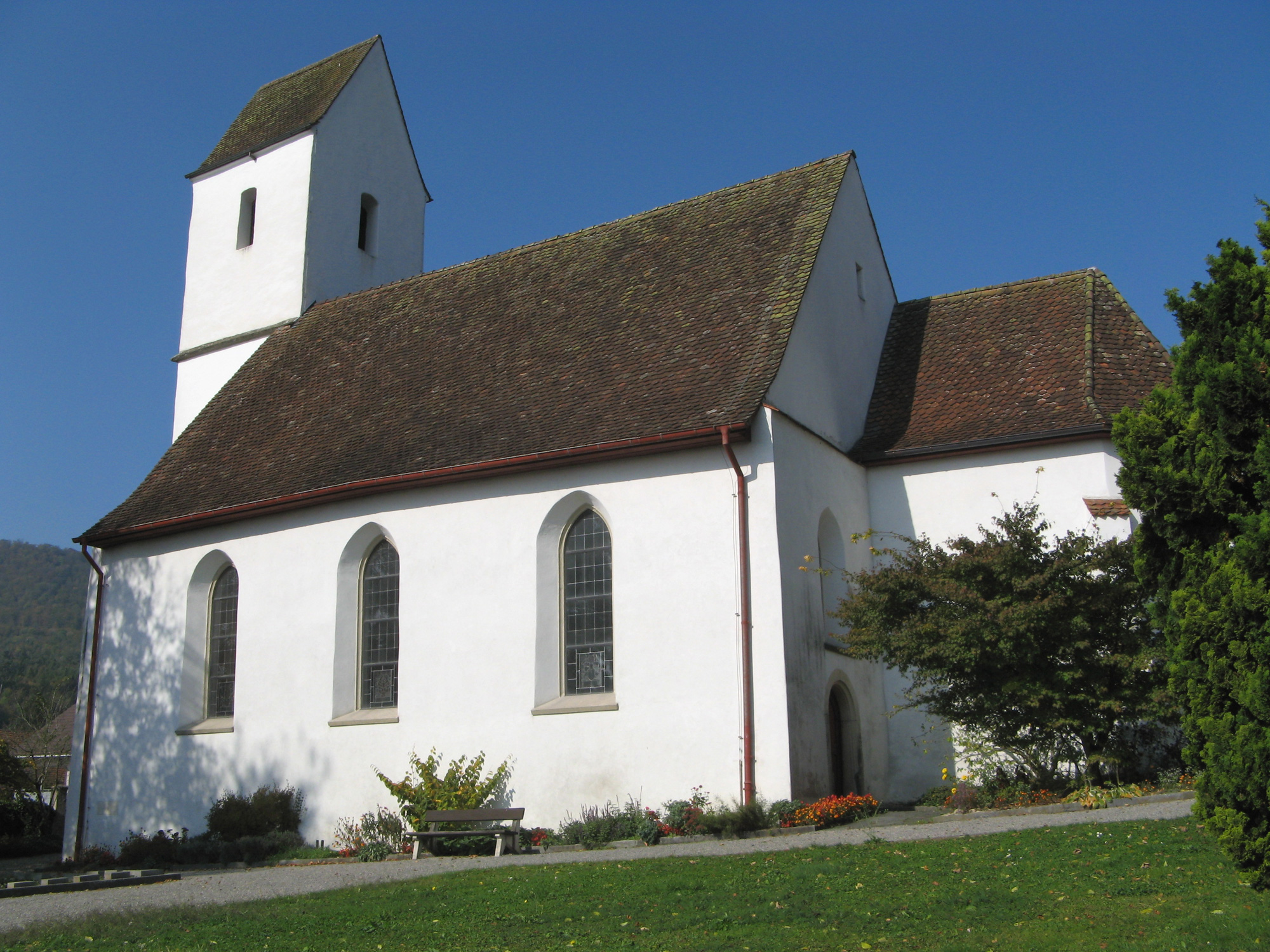
Die reformierte Kirche Auenstein

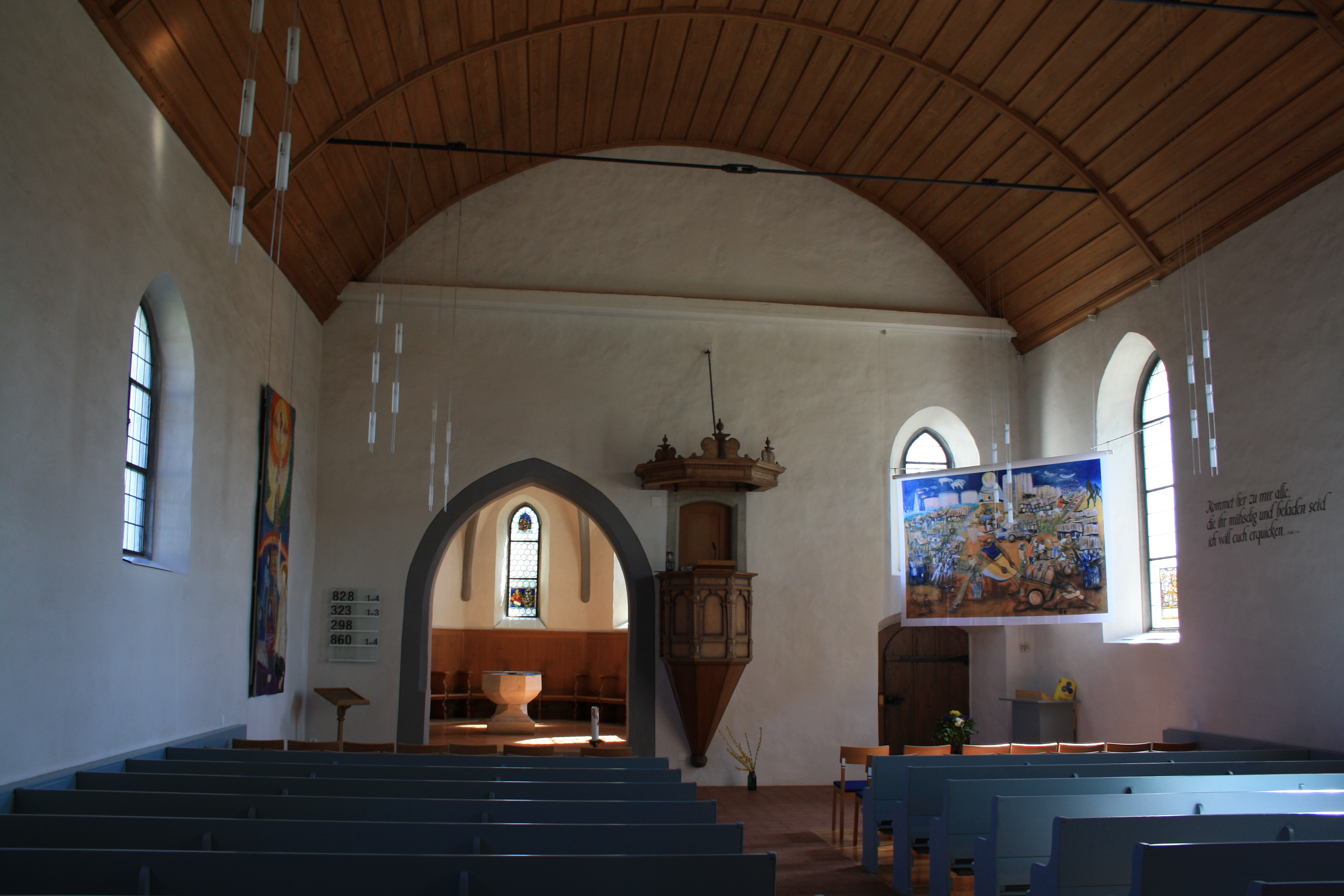
Kircheninneres mit Blick in den Chor

Die reformierte Kirche Auenstein ist die reformierte Dorfkirche der aargauischen Gemeinde Auenstein in der Schweiz. Sie wurde 1302 erstmals urkundlich erwähnt.

## Geschichte
Die im gotischen und spätgotischen Stil erbaute Kirche wurde auf dem Fundament einer Vorgängerbaute errichtet, die im romanischen Stil erbaut war. Die 1302 erstmals erwähnte Kirche erfuhr in den folgenden Jahrhunderten immer wieder bauliche Veränderungen, so wurde im 15. Jahrhundert der noch heute erhaltene Chor ergänzt und Mitte des 17. Jahrhunderts wurde das Kirchenschiff erweitert. Umfangreichen Renovationen wurde die Kirche 1572/73, 1893 (aussen), 1943 (aussen), 1951/52 (innen), 1966 (aussen) und 2004 (innen) unterzogen. Ausserdem wurde 1984 der Kirchturm saniert.

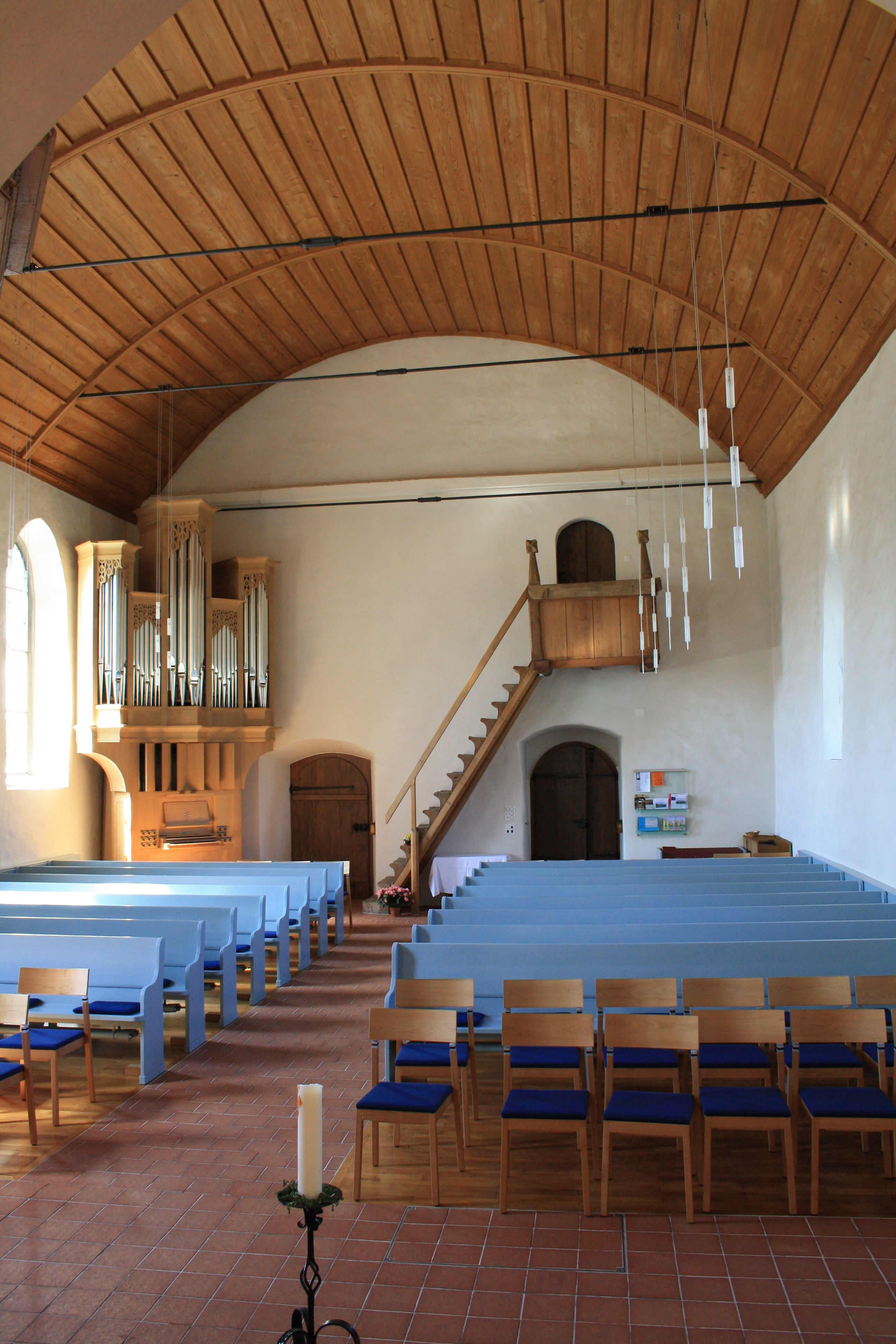
Blick nach hinten mit Orgel

## Ausstattung
Im Chor der Kirche finden sich Wappenscheiben, die um 1500 hergestellt wurden. Diese Scheiben befinden sich im Besitz des Kantons Aargau. Die im Kirchenschiff befindlichen Wappenscheiben sind hingegen im Besitz der reformierten Kirchgemeinde und sind deutlich jünger. Zwei stammen aus der Zeit der Kirchenerweiterung von 1652, die dritte wurde vom Aargauer Künstler Felix Hoffmann geschaffen und aus Anlass der Innenrenovation von 1952 eingesetzt. 
Die Orgel im hinteren Teil der Kirche stammt aus dem Jahre 2008 und wurde von der Firma Metzler Orgelbau erstellt. Sie verfügt über 13 Register auf zwei Manualen und Pedal. Sie ersetzt eine Orgel des gleichen Herstellers von 1953 mit sieben Registern auf einem Manual und Pedal. Davor wurde ein Harmonium eingesetzt.
Im August 1966 wurden im Kirchturm drei neue Glocken der Giesserei H. Rüetschi, Aarau aufgezogen, die eine bestehende Glocke aus dem Jahr 1611 zu einem vierstimmigen Glockengeläut ergänzen. 
| Glocke | Gussjahr | Schlagton | Inschrift                                                                                     |
| ------ | -------- | --------- | --------------------------------------------------------------------------------------------- |
| 1      | 1966     | f′        | «O LAND, LAND, LAND, HÖRE DES HERRN WORTE» (Jer. 22,29)                                       |
| 2      | 1966     | a′        | «ICH BIN DER WEG, DIE WAHRHEIT UND DAS LEBEN» (Joh. 14,6)                                     |
| 3      | 1611     | c″        | «Durch das Fur bin ich geflosen Hans Jakob und Ulrich Stalder hat mich gosen Ano Domni 1611.» |
| 4      | 1966     | d″        | «DER HERR IST MEIN HIRTE, MIR WIRD NICHTS MANGELN» (Psalm 23,1)                               |